# Nevadaterritorium

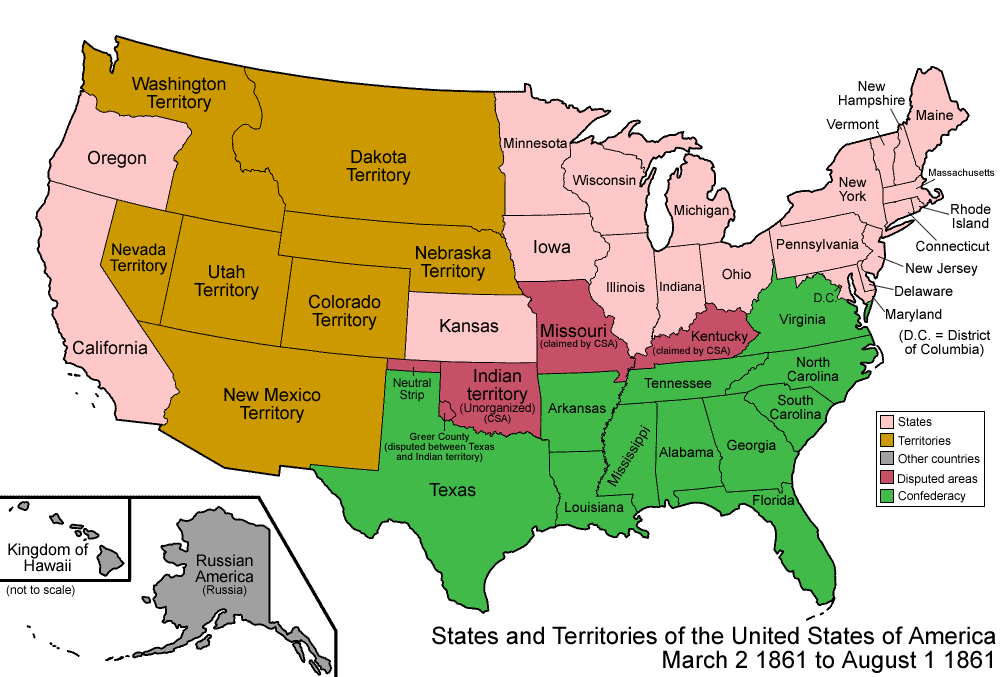
Staten en territoria van de Verenigde Staten tussen maart en augustus 1861

Het Nevadaterritorium (Engels: Territory of Nevada, Nevada Territory) was een georganiseerd en geïncorporeerd territorium van de Verenigde Staten van 2 maart 1861 tot 31 oktober 1864. Op die datum trad het als de staat Nevada toe tot de unie.
Sinds 1850 hoorde het dunbevolkte gebied toe aan het Utahterritorium en droeg het de naam Washoe, naar een inheems volk. In 1859 werd in het westen zilver gevonden (de Comstock Lode). De federale overheid stuurde aan op de stichting van een afzonderlijk territorium in het westen omdat ze het uit de invloedssfeer van de mormonen in Utah wilde houden. 
Na de oprichting van het Nevadaterritorium, breidde het grondgebied drie keer uit. De oostelijke grens verschoof van de 116e naar de 115e meridiaan in 1862 en naar de 114e meridiaan in 1866. De zuidelijke grens lag oorspronkelijk op de 37e parallel, maar werd op vraag van de territoriale overheid, die toegang wenste tot de Coloradorivier, aangepast: in 1867 kreeg Nevada het westelijke uiteinde van het Arizonaterritorium. De precieze westelijke grens, ten slotte, was lange tijd een twistpunt. Tot in de 20e eeuw waren er landmetingen nodig om de precieze grens met Californië te bepalen.
Bij de volkstelling van 1860 woonden er 6857 Amerikanen. Tien jaar later telde de staat Nevada 42.941 inwoners.

## Gouverneurs
| Naam                   | Termijn                         | Partij      |
| ---------------------- | ------------------------------- | ----------- |
| Isaac Roop (voorlopig) | 15 december 1859 – 2 maart 1861 | Whig        |
| James W. Nye           | 2 maart 1861 – 31 oktober 1864  | Republikein |

Georganiseerde en geïncorporeerde territoria: Noordwest (1787–1803) · Zuidwest (1790–1796) · Mississippi (1798–1817) · Indiana (1800–1816) · Orleans (1804–1812) · Louisiana/Missouri (1805–1821) · Michigan (1805–1837) · Illinois (1809–1818) · Alabama (1817–1819) · Arkansas (1819–1836) · Florida (1822–1845) · Indian Territory (1834–1907) · Wisconsin (1836–1848) · Iowa (1838–1846) · Oregon (1848–1859) · Minnesota (1849–1858) · New Mexico (1850–1912) · Oklahoma (1890–1907) · Utah (1850–1896) · Washington (1853–1889) · Kansas (1854–1861) · Nebraska (1854–1867) · Nevada (1861–1864) · Colorado (1861–1876) · Dakota (1861–1889) · Idaho (1863–1890) · Arizona (1863–1912) · Montana (1864–1889) · Wyoming (1868–1890) · Hawaï (1900–1959) · Alaska (1912–1959)
Niet-geïncorporeerde territoria: Guam (1898–) · Filipijnen (1898–1946) · Puerto Rico (1898–) · Amerikaans-Samoa (1899–) · Panamakanaalzone (1903–1979) · Amerikaanse Maagdeneilanden (1917–) · Noordelijke Marianen (1975–)
Onbewoonde eilanden en claims onder de Guano Islands Act: Phoenixeilanden (1856–1979) · Roncador Bank (1856–1981) · Serrana Bank (1856–1981) · Baker (1857–) · Jarvis (1858–) · Johnston (1858–) · Navassa (1858–) · Kingman (1860–) · Swaneilanden (1863–1972) · Howland (1867–) · Midway (1867–) · Quita Sueño (1869–1981) · Palmyra (1898–) · Wake (1899–) · Corn Islands (1914–1971)